# Enar Åkered
Enar Åkered född 14 juni 1922, död 24 januari 2010, var en svensk korsordskonstruktör som under lång tid publicerats i DN, där hans egen speciella variant, "Dubbelkrysset", fortfarande publiceras postumt. Hans korsord, vanligen av typen bildkorsord, ansågs som mycket svåra och eleganta och var fulla av ordvitsar och dubbeltydigheter. Han avled 2010 vid 87 års ålder.